# Пол, Чарльз
Чарльз Морис Пол, 1-й баронет (англ. Sir Charles Maurice Pole, 1st Baronet, 18 января 1757, Англия — 6 сентября 1830, Денхемское аббатство, Хертфордшир) — британский адмирал флота.
Член Лондонского королевского общества (1800).

## Биография
В 1770 году тринадцатилетний Чарльз Пол поступил в Королевскую военно-морскую академию. В 1775 году Пол отправился в Ост-Индию, где в 1777 году был произведен в чин лейтенанта и назначен на корабль 6 ранга HMS Seahorse. В следующем году он участвовал в осаде Пондишерри. В 1780 году стал полным капитаном.
16 марта 1782 года, командуя фрегатом HMS Success (32), провел важный конвой в осажденный Гибралтар, при этом взял с боем испанский фрегат Santa Catalina (34).
В 1786 году командовал 64-пушечным HMS Crown в Плимуте.
В 1788 был постельничим в свите герцога Кларенса, будущего короля Вильгельма IV.
В 1793 году участвовал в оккупации Тулона. В 1795 году был произведен в чин контр-адмирала, служил в Вест-Индии. В 1797 году назначен капитаном над флотом.
14 февраля 1799 года Пол был повышен до контр-адмирала красной эскадры и 3 июня 1800 года назначен губернатором Ньюфаундленда. Немедленно по вступлении в должность начал борьбу с оспой, вспыхнувшей в нескольких местах сразу. По свидетельствам медиков, провел вакцинацию в поселениях Феррилэнд, Плацентия и Сент-Джонc. Сверх того поддерживал благотворительный «Комитет вспомоществования бедным».
1 января 1801 года Чарльз Пол был произведен в чин вице-адмирала синей эскадры и назначен на командовать эскадрой на Балтике; держал флаг на HMS Asia. В том же году был пожалован титулом баронета.
После победы при Трафальгаре, в порядке общего награждения 9 ноября 1805 года Пол был произведен в чин адмирала синей эскадры. 28 июля 1810 года — в чин адмирала белой эскадры и 4 июня 1814 года — в чин адмирала красной эскадры, однако во время Наполеоновских войн командования в море не получал. Находясь на половинном жаловании, был членом Парламента, в 1802—1806 годах имел мандат от Ньюарка, в 1806—1814 годах — от Плимута.
С 1820 по 1822 год занимал пост управляющего Банком Англии.
В 1830 году, после восшествия на британский престол короля Вильгельма IV, сэр Чарльз был произведен в чин адмирала флота и назначен правителем гардеробной королевского двора, однако вскоре скончался.